# Kustai
Kustai é uma vila no distrito de Dhanbad, no estado indiano de Jharkhand.

## Demografia
Segundo o censo de 2001, Kustai tinha uma população de 12 268 habitantes. Os indivíduos do sexo masculino constituem 56% da população e os do sexo feminino 44%. Kustai tem uma taxa de literacia de 62%, superior à média nacional de 59,5%: a literacia no sexo masculino é de 72% e no sexo feminino é de 49%. Em Kustai, 15% da população está abaixo dos 6 anos de idade.